# Assassin's Creed Shadows
Assassin's Creed Shadows è un videogioco action RPG sviluppato da Ubisoft Quebec e pubblicato da Ubisoft. È il quattordicesimo capitolo principale della serie Assassin's Creed, primo titolo ad essere incluso nella piattaforma Animus Hub.
Ambientato nel Giappone del XVI secolo, al termine del periodo Sengoku, il gioco vede due protagonisti giocabili: quello maschile è basato sulla figura di Yasuke, un uomo d'armi di origini africane che prestò effettivamente servizio sotto Oda Nobunaga, il quale lo elevò al rango di samurai; quella femminile invece sull'assassina shinobi Naoe Fujibayashi.
Shadows è disponibile per Microsoft Windows, macOS, PlayStation 5 e Xbox Series X/S dal 20 marzo 2025.

## Trama
Giappone, 1581. Alessandro Valignano arriva a Kyoto con una delegazione di gesuiti per negoziare con Oda Nobunaga il transito sicuro di tutti i sacerdoti attraverso il paese; con lui viaggia Diogo, servo di Valignano proveniente dall'Africa. Nobunaga rimane affascinato dal giovane, e decide di accogliere la richiesta a patto che egli rimanga al suo servizio come samurai. Sei mesi dopo Diogo, ribattezzato Yasuke, accompagna Nobunaga nel suo assalto contro la provincia di Iga per sterminare gli ikki, ossia gli shinobi ribelli. Durante la battaglia, la shinobi Fujibayashi Naoe riceve da suo padre Nagato una lama celata, che la giovane dovrà usare per recuperare uno scrigno nascosto in un kofun, il cui contenuto va protetto a tutti i costi. Naoe lo recupera, ma poco dopo viene attaccata da un gruppo di samurai mascherati soprannominati Shinbakufu ("i Centouno Demoni"); Nagato giunge in suo soccorso, ma gli Shinbakufu feriscono entrambi a morte e sottraggono loro lo scrigno. Prima di morire, Nagato chiede a Naoe di recuperarlo a tutti i costi: per farlo dovrà "seguire la lama".
Naoe trascorre molti mesi a riprendersi dalle ferite e dal dolore, aiutata dal monaco eremita Sorin e da un misterioso bambino di nome Junjiro; una volta guarita, raggiunge una vecchia amica della sua famiglia, Tomiko. La donna permette a Naoe di usare la sua fattoria come base per raccogliere rifornimenti e alleati, e la indirizza verso la città di Sakai per seguire le tracce degli Shinbakufu. Giunta in città, Naoe riesce a rintracciare e uccidere due Shinbakufu; in seguito incontra Akechi Mitsuhide, che le chiede di aiutarlo ad assassinare Nobunaga, indicandolo come il leader degli Shinbakufu. Col suo aiuto, Naoe si infiltra nel tempio Honnō-ji e attacca Nobunaga, ma prima che possa ucciderlo viene fermata da Yasuke; sul punto di ucciderla, il samurai si blocca nel vedere la sua lama celata. Nobunaga nega qualsiasi legame con gli Shinbakufu, portando Naoe a comprendere che Mitsuhide le ha mentito per usarla per i suoi scopi. Sconvolta, la shinobi fugge dal tempio in fiamme; Nobunaga, ormai sconfitto, commette seppuku: rimasto senza padrone, Yasuke diventa un ronin.
Yasuke raggiunge Naoe e le spiega perché l'ha risparmiata: il guerriero aveva infatti ucciso il leader di Iga, Momochi Sandayu, il quale portava a sua volta la lama celata; mentre moriva, questi aveva chiesto a Yasuke di aiutare Naoe, e lui aveva accettato perché il suo destino sembra in qualche modo legato alla lama celata. Naoe vorrebbe uccidere Yasuke per vendicare Sandayu, ma Junjiro le rivela che suo padre era uno degli Shinbakufu che lei aveva ucciso: anche il ragazzino avrebbe voluto vendicarsi, ma alla fine si era affezionato a lei e aveva scelto di perdonarla. Naoe decide allora di perdonare Yasuke e di collaborare con lui per vendicarsi di Mitsuhide e degli Shinbakufu.
Naoe e Yasuke rintracciano e uccidono gli altri Shinbakufu; durante la loro ricerca, si alleano con Hattori Hanzō e Tokugawa Ieyasu. Hattori suggerisce a Naoe di smettere di cercare lo scrigno, poiché sia Nagato che sua madre Tsuyu sono morti per proteggerlo; tuttavia, quando comprende che Naoe non ha intenzione di venir meno alla promessa, l'uomo la indirizza verso un kofun a Settsu, dov'è nascosta la verità sui suoi genitori. La ragazza vi trova un diario da cui apprende che Nagato e Tsuyu, così come tutti gli ikku di Iga, facevano parte dell'Ordine degli Assassini, al quale l'Imperatore Go-Nara aveva chiesto di costituire una nuova Confraternita in Giappone. Naoe si rende conto che la Confraternita, distrutta durante l'attacco di Nobunaga, è risorta grazie a lei stessa, Yasuke e agli alleati che nel frattempo hanno reclutato.
Alla fine, Naoe e Yasuke riescono a uccidere tutti gli Shinbakufu tranne Mitsuhide. Si dirigono dunque verso il castello di Shoryuji, dove Mitsuhide si trova assediato da Hashiba Hideyoshi. I due si uniscono all'esercito di quest'ultimo, intenzionati a raggiungere Mitsuhide per primi e farsi rivelare la posizione dello scrigno. Messo alle strette, Mitsuhide rivela che esso è in mano del vero leader degli Shinbakufu, Ashikaga Yoshiaki, e contiene un artefatto speciale, la Gemma: Mitsuhide aveva ingannato Nobunaga spingendolo ad attaccare Iga, ottenendo così una copertura per rubare il prezioso oggetto. Naoe uccide Mitsuhide, compiendo finalmente la vendetta di suo padre; Hideyoshi rivendica la vittoria e promette di proteggere il Giappone, ma Naoe che lo avverte di mantenere quella promessa per non incorrere nell'ira degli Assassini.
Naoe e Yasuke affrontano quindi Yoshiaki, che in cambio della sua vita cede loro lo scrigno e importanti informazioni. L'uomo confessa di aver tratto vantaggio dalla lotta tra gli Assassini e l'Ordine dei Templari, giunti dal Portogallo, per impossessarsi delle tre Insegne imperiali del Giappone, che conferirebbero al loro padrone il diritto divino di regnare su quelle terre; aveva creato gli Shinbakufu a questo scopo. Yoshiaki rivela che, stando alle sue fonti, un Assassino è stato avvistato l'ultima volta a Yamato, mentre un membro dell'Ordine dei Templari che Yasuke sta cercando, Duarte de Melo, si trova al porto di Obama. Yasuke risparmia la vita a Yoshiaki, ma lo umilia dicendogli che, mentre Nobunaga ha lasciato il segno nella storia, lui verrà presto dimenticato.
Naoe si reca a Yamato, dove finalmente ottiene informazioni su sua madre Tsuyu. Gli Assassini erano stati designati dall'imperatore come protettori delle tre Insegne; la Confraternita aveva prosperato per molti anni, finché non era stata improvvisamente attaccata dagli Shinbakufu; il gruppo aveva massacrato gli Assassini e rubato due delle Insegne; Nagato, Tsuyu e Sandayu erano sopravvissuti all'eccidio, mantenendo il possesso della Gemma. Tsuyu era partita per recuperare le altre due, ma non era più tornata: è probabile che non sia davvero morta, ma che abbia fatto perdere le sue tracce volontariamente. Naoe scopre il kofun dove gli Assassini intendevano conservare le tre Insegne una volta riunite, e vi ripone il Gioiello, riuscendo così a mantenere il giuramento fatto a suo padre. In seguito scopre che lo Specchio, una delle due insegne rubate, era stata sottratta ai Templari da Hattori Hanzo; questi ammette di aver tradito gli Assassini, geloso del fatto che Tsuyu, di cui era innamorato, avesse scelto Nagato al posto suo: era stato lui a rivelare agli Shinbakufu dove si trovasse il loro covo, causando il massacro e il furto delle Insegne. Naoe affronta e sconfigge Hanzo, ma lo risparmia dicendogli che l'unico modo per guadagnarsi la redenzione è unirsi agli Assassini e aiutarla a cercare Tsuyu.
Nel frattempo, Yasuke rintraccia Duarte, che si rivela essere lo schiavista che lo aveva venduto a Valignano. Yasuke uccide Duarte e inizia la ricerca di Nuno Caro, il leader dei Templari giapponesi. Il ronin affronta Nuno e gli rivela che anni prima lui e sua madre erano schiavi a bordo della nave di Nuno; questi aveva giustiziato la madre di Yasuke perché sospettava fosse una spia; avrebbe giustiziato anche Yasuke, ma un Assassino era intervenuto e si era sacrificato per permettere al ragazzo di fuggire: vedendo la sua lama celata, il ragazzo aveva compreso che il suo destino fosse intrecciato all'oggetto. Messo al tappeto, Nuno avverte Yasuke che la sua morte equivale a una dichiarazione di guerra ai Templari; il ronin ignora questo avvertimento e lo uccide.
Portate a termine le rispettive missioni, Yasuke e Naoe si riuniscono e promettono di continuare a perseguire i loro scopi, consapevoli che le loro azioni rientrino ormai nell'eterna lotta tra Assassini e Templari.

### Ambientazione
Assassin's Creed Shadows è ambientato nel Giappone feudale, a partire dal 1579 durante il periodo Azuchi-Momoyama. Questa età segna la fase finale del periodo Sengoku, un'epoca di intense guerre civili in Giappone. Il gioco vede la figura storica Oda Nobunaga al culmine del suo potere dopo la sua vittoria sul clan Takeda utilizzando archibugi. Gli eventi storici fondamentali includono l'attacco di Nobunaga alla provincia di Iga nel 1581, una battaglia significativa che coinvolge la Iga ikki, conosciuta per la disciplina del ninjutsu.
Il gioco esplora il Giappone centrale con le regioni di Kyoto, Kōbe, Osaka e la provincia di Iga, con castelli storicamente fedeli come il castello Takeda.

## Modalità di gioco
Il gioco è sviluppato con una versione aggiornata di Anvil impiegando illuminazione dinamica e interazioni ambientali con nuovi miglioramenti come oggetti fragili che possono essere distrutti, in aggiunta al permettere ai giocatori di manipolare le ombre e utilizzare un rampino per il parkour. Il mondo di gioco progredisce attraverso le stagioni, ognuna delle quali influenza il gameplay come laghi congelati in inverno e prati in fiore e erba lunga in primavera. Le missioni sono non lineari, incoraggiando i giocatori a tracciare ed eliminare i bersagli liberamente. I punti di sincronizzazione sono presenti nel mondo di gioco ma, al contrario dei precedenti giochi, solo per aiutare il giocatore a scansionare l'ambiente alla ricerca di punti di interesse, invece di popolare la mappa con icone di obiettivi.
Questo capitolo introduce nuove funzionalità di gioco, come l'abilità di strisciare sul terreno in posizione prona, fornendo ai giocatori un profilo più basso e la capacità di accedere a piccoli anfratti. La visione dell'aquila permette di rivelare i personaggi attraverso le pareti: i nemici sono indicati in rosso mentre gli alleati in arancione. In aggiunta, è presente una selezione di armi storiche che va dalla katana alla mazza da guerra kanabō, alle lance yari, shuriken, kunai e kusarigama.
I giocatori hanno la possibilità di passare da un personaggio all'altro mentre affrontano le diverse missioni. Il combattimento di Yasuke presenta ambienti distruttibili e impatti realistici delle armi. Mentre Naoe utilizza un kusarigama per respingere i nemici, oscillando la sua catena per creare distanza. Inoltre è in grado di impiegare tattiche furtive con uno stile agile e letale, nascondendosi sulle travi e tendendo imboscate agli avversari attraverso le porte shōji.

## Sviluppo
Assassin's Creed Shadows è stato annunciato all'Ubisoft Forward nel settembre 2022 con il titolo di lavorazione Codename Red, insieme al suo sequel Codename Hexe. Ubisoft ha dichiarato che la serie Assassin's Creed sarebbe entrata nella terza fase, relativa ai cambiamenti nella filosofia del progetto e negli approcci ai giochi futuri, tutti collegati da una funzione chiamata Assassin's Creed Infinity, in seguito rinominata in Animus Hub.
I primi importanti dettagli di gioco sono stati rivelati il 15 maggio 2024, insieme al nome finale e alla data di uscita. In seguito è stato anche reso noto che Ubisoft Quebec, che in precedenza ha sviluppato Assassin's Creed Syndicate e Assassin's Creed Odyssey, avrebbe contribuito a sviluppare il gioco. Lo sviluppo è iniziato nel 2020, dopo la pubblicazione di Assassin's Creed Valhalla.
Shadows è il primo gioco della serie ad essere rivolto alla nona generazione delle console, abbandonando il supporto all'ottava generazione. Il produttore capo Karl Onnée ha affermato che l'hardware presente nelle console più recenti era necessario per supportare la nuova versione del loro motore che supporta effetti come illuminazione, ombre e clima dinamico migliorati.

## Distribuzione
L'uscita di Shadows era prevista inizialmente per il 15 novembre 2024 su Microsoft Windows, macOS, iPadOS, PlayStation 5 e Xbox Series X/S. Tuttavia nel settembre 2024, Ubisoft ha annunciato di aver rinviato il gioco al 14 febbraio 2025 per avere più tempo per migliorarlo, citando gli «insegnamenti» del lancio di Star Wars Outlaws nell'agosto 2024. L'azienda ha cancellato il season pass e ha rimborsato i preordini esistenti, i futuri preordini includeranno la prima espansione gratuita. La versione per Windows PC sarà lanciata contemporaneamente su Steam, Epic Games Store e Ubisoft Connect. Il 9 gennaio 2025 Ubisoft annuncia il rinvio dell'uscita al 20 marzo 2025. Il 23 gennaio 2025 Ubisoft riapre i preordini del gioco e svela la prima espansione Gli artigli di Awaji, che è disponibile per tutti quelli che effettuano il preordine e verrà lanciata nel corso del 2025, introducendo una nuova regione, nuove abilità, equipaggiamenti e armi.
Nel febbraio 2025, Ubisoft ha dichiarato che i preordini per il gioco erano in linea con quelli di Assassin's Creed Odyssey, il secondo gioco più venduto della serie. Nello stesso mese, è stato riferito che copie fisiche del gioco per PlayStation 5 sono state diffuse prima della data di lancio.
A seguito delle lamentele di Hiroyuki Kada della Camera dei consiglieri e di Shigeru Ishiba, primo ministro del Giappone, Ubisoft ha aggiornato il gioco rimuovendo la possibilità di distruggere alcuni oggetti nei santuari e ridotto la quantità di sangue versato dai PNG nei templi.

## Ispirazione storica
Il protagonista maschile Yasuke si basa su un personaggio storico realmente esistito di origine africana che arrivò in Giappone al seguito di Alessandro Valignano alla fine del XVI secolo e che servì realmente Oda Nobunaga con il nome di Yasuke. La protagonista femminile Naoe è invece la figlia fittizia dello shinobi realmente esistito Fujibayashi Nagato.

## Accoglienza

### Critica
| Testata                             | Versione   | Giudizio |
| ----------------------------------- | ---------- | -------- |
| Metacritic (media al 20 marzo 2025) | PC         | 78/100   |
| Metacritic (media al 20 marzo 2025) | PS5        | 81/100   |
| Metacritic (media al 20 marzo 2025) | XSX        | 85/100   |
| OpenCritic (media al 25 marzo 2025) | collettivo | 81/100   |
| Console-Tribe (ITA)                 | XSX        | 85/100   |
| Eurogamer                           | varie      | 4/5      |
| Everyeye.it (ITA)                   | PS5        | 7/10     |
| GameSpot                            | varie      | 8/10     |
| GamesRadar+                         | PS5        | [ 37 ]   |
| IGN                                 | varie      | 8/10     |
| Jeuxvideo.com (FRA)                 | XSX        | 17/20    |
| Multiplayer.it (ITA)                | PC         | 8/10     |
| PC Gamer                            | PC         | 80/100   |
| The Games Machine (ITA)             | PC         | 7.8/10   |
| Spaziogames (ITA)                   | PS5        | 7.7/10   |
| VG247                               | PS5        | [ 44 ]   |

Assassin's Creed Shadows ha ricevuto recensioni "generalmente favorevoli" dalla critica secondo l'aggregatore di recensioni Metacritic. OpenCritic ha determinato che l'83% dei critici ha raccomandato il gioco.
Jarrett Green di IGN ha apprezzato il gioco, descrivendo che: «crea una delle migliori versioni dello stile open-world che sono state create nell'ultimo decennio». Gabriele Laurino di Everyeye.it ha dichiarato: «L'episodio ambientato in Giappone però rappresenta anche la parabola discendente, in termini di qualità di alcune componenti dell'offerta ludica e contenutistica, di un modello strutturale che comincia a sentire il peso degli anni.» Morgan Park di PC Gamer ha criticato il gioco affermando: «trama tediosa, personaggi piatti e una raffica di missioni».
Assassin's Creed Shadows ha registrato oltre un milione di giocatori il giorno del lancio, secondo Ubisoft. Il picco di giocatori simultanei su Steam è stato di 41.412 nel giorno di uscita.